# Deelnemers UEFA-toernooien Tsjechië
Onderstaande tabellen bevatten de deelnemers aan de UEFA-toernooien uit  Tsjechië.

## Mannen
Voor de deelname van Tsjechische clubs voor 1993 zie deelnemers UEFA-toernooien Tsjecho-Slowakije.
NB Klikken op de clubnaam geeft een link naar het Wikipedia-artikel over het betreffende toernooi in het betreffende seizoen.
| Seizoen | Champions League                       | Europacup II                                                                | UEFA Cup                                     | Intertoto Cup                        |
| ------- | -------------------------------------- | --------------------------------------------------------------------------- | -------------------------------------------- | ------------------------------------ |
| 1993/94 | Sparta Praag                           | FC Boby Brno                                                                | Slavia Praag                                 |                                      |
| 1994/95 | Sparta Praag                           | FK Viktoria Žižkov                                                          | Slavia Praag                                 |                                      |
| 1995/96 |                                        | FC Hradec Králové                                                           | Slavia Praag Sparta Praag                    | FC Boby Brno Unistav                 |
| 1996/97 | Slavia Praag ->                        | Sparta Praag                                                                | Slavia Praag Sigma Olomouc                   | Kaučuk Opava                         |
| 1997/98 | Sparta Praag                           | Slavia Praag                                                                | FC Boby-sport Brno FK Jablonec               |                                      |
| 1998-99 | Sparta Praag ->                        | FK Jablonec                                                                 | Sparta Praag Slavia Praag Sigma Olomouc      | FC Boby-sport Brno FC Hradec Králové |
| Seizoen | Champions League                       | UEFA Cup                                                                    | Intertoto Cup                                |                                      |
| 1999/00 | FK Teplice -> Sparta Praag             | FK Teplice Sigma Olomouc Slavia Praag                                       | FC Boby-sport Brno FC Hradec Králové         |                                      |
| 2000/01 | Slavia Praag -> Sparta Praag           | Slavia Praag FK Drnovice Slovan Liberec                                     | Chmel Blšany FC Marila Příbram Sigma Olomouc |                                      |
| 2001/02 | Slavia Praag -> Sparta Praag           | Slavia Praag FC Marila Příbram Sigma Olomouc Slovan Liberec Viktoria Zizkov | 1.FC Synot Chmel Blšany                      |                                      |
| 2002/03 | Slovan Liberec-> Sparta Praag ->       | Slovan Liberec Sparta Praag Sigma Olomouc Slavia Praag Viktoria Žižkov      | 1. FC Brno 1.FC Synot FK Teplice             |                                      |
| 2003/04 | Slavia Praag -> Sparta Praag           | Slavia Praag FK Teplice Viktoria Žižkov                                     | 1. FC Brno 1.FC Synot Slovan Liberec         |                                      |
| 2004/05 | Baník Ostrava -> Sparta Praag          | Baník Ostrava Sigma Olomouc Slavia Praag                                    | Tescoma Zlín FK Teplice Slovan Liberec       |                                      |
| 2005/06 | Slavia Praag -> Sparta Praag           | Slavia Praag Baník Ostrava FK Teplice                                       | Tescoma Zlín Sigma Olomouc Slovan Liberec    |                                      |
| 2006/07 | FK Mladá Boleslav -> Slovan Liberec -> | FK Mladá Boleslav Slovan Liberec Slavia Praag Sparta Praag                  | FK Teplice                                   |                                      |
| 2007/08 | Slavia Praag -> Sparta Praag ->        | Slavia Praag Sparta Praag FK Jablonec FK Mladá Boleslav                     | Slovan Liberec                               |                                      |
| 2008/09 | Slavia Praag -> Sparta Praag ->        | Slavia Praag Sparta Praag Baník Ostrava Slovan Liberec                      | FK Teplice                                   |                                      |
| Seizoen | Champions League                       | Europa League                                                               |                                              |                                      |
| 2009/10 | Slavia Praag -> Sparta Praag->         | Slavia Praag Sparta Praag FK Teplice Sigma Olomouc Slovan Liberec           |                                              |                                      |
| 2010/11 | Sparta Praag ->                        | Sparta Praag Baník Ostrava FK Jablonec Viktoria Pilsen                      |                                              |                                      |
| 2011/12 | Viktoria Pilsen ->                     | Viktoria Pilsen FK Jablonec FK Mladá Boleslav Sparta Praag                  |                                              |                                      |
| 2012/13 | Slovan Liberec ->                      | Slovan Liberec FK Mladá Boleslav Sparta Praag Viktoria Pilsen               |                                              |                                      |
| 2013/14 | Viktoria Pilsen ->                     | Viktoria Pilsen FK Jablonec Slovan Liberec Sparta Praag                     |                                              |                                      |
| 2014/15 | Sparta Praag ->                        | Sparta Praag FK Mladá Boleslav Slovan Liberec Viktoria Pilsen               |                                              |                                      |
| 2015/16 | Sparta Praag -> Viktoria Pilsen ->     | Sparta Praag Viktoria Pilsen FK Jablonec FK Mladá Boleslav Slovan Liberec   |                                              |                                      |
| 2016/17 | Sparta Praag -> Viktoria Pilsen ->     | Sparta Praag Viktoria Pilsen FK Mladá Boleslav Slavia Praag Slovan Liberec  |                                              |                                      |
| 2017/18 | Slavia Praag -> Viktoria Pilsen ->     | Slavia Praag Viktoria Pilsen Fastav Zlín FK Mladá Boleslav Sparta Praag     |                                              |                                      |
| 2018/19 | Slavia Praag -> Viktoria Pilsen ->     | Slavia Praag Viktoria Pilsen FK Jablonec Sigma Olomouc Sparta Praag         |                                              |                                      |
| 2019/20 | Slavia Praag Viktoria Pilsen ->        | Viktoria Pilsen FK Jablonec FK Mladá Boleslav Sparta Praag                  |                                              |                                      |
| 2020/21 | Slavia Praag -> Viktoria Pilsen ->     | Slavia Praag Viktoria Pilsen FK Jablonec Slovan Liberec Sparta Praag        |                                              |                                      |
| Seizoen | Champions League                       | Europa League                                                               | Europa Conference League                     |                                      |
| 2021/22 | Slavia Praag Sparta Praag              | FK Jablonec                                                                 | 1. FC Slovácko Viktoria Pilsen               |                                      |

### Deelnames
Aantal seizoenen
29x Sparta Praag (exclusief deelnames Tsjechoslowakije, 20x)
23x Slavia Praag (exclusief deelnames Tsjechoslowakije, 7x)
16x FC Slovan Liberec
12x FC Viktoria Pilsen (exclusief deelnames Tsjechoslowakije, 1x)
11x FK Jablonec
10x SK Sigma Olomouc (exclusief deelnames Tsjechoslowakije, 3x)
09x FK Mladá Boleslav (exclusief deelnames Tsjechoslowakije, 1x)
08x FK Teplice
07x FC Zbrojovka Brno (exclusief deelnames Tsjechoslowakije: als Spartak 6x, als Zbrojovka 3x; inclusief als FC Boby Brno 1x, als FC Boby Brno Unistav 1x, als FC Boby-sport Brno 3x en als 1. FC Brno 2x)
04x FC Baník Ostrava (exclusief deelnames Tsjechoslowakije, 14x)
04x FK Viktoria Žižkov
04x 1. FC Slovácko (inclusief 1. FC Synot, 3x)
03x FC Hradec Králové
03x FC Trinity Zlín (exclusief deelnames Tsjechoslowakije: als TJ Gottwaldov 1x; inclusief als FC Tescoma Zlín 2x, als FC Fastav Zlín 1x)
02x FK Chmel Blšany
02x FC Marila Příbram
01x FK Drnovice
01x Kaučuk Opava

## Vrouwen
NB Klikken op de clubnaam geeft een link naar het Wikipedia-artikel over het betreffende toernooi in het betreffende seizoen.
| Seizoen | Women's Cup                              |
| ------- | ---------------------------------------- |
| 2001/02 | Sparta Praag                             |
| 2002/03 | Sparta Praag                             |
| 2003/04 | Slavia Praag                             |
| 2004/05 | Slavia Praag                             |
| 2005/06 | Sparta Praag                             |
| 2006/07 | Sparta Praag                             |
| 2007/08 | Sparta Praag                             |
| 2008/09 | Sparta Praag                             |
| Seizoen | Champions League                         |
| 2009/10 | Sparta Praag                             |
| 2010/11 | Sparta Praag                             |
| 2011/12 | Sparta Praag                             |
| 2012/13 | Sparta Praag                             |
| 2013/14 | Sparta Praag                             |
| 2014/15 | Slavia Praag Sparta Praag                |
| 2015/16 | Slavia Praag                             |
| 2016/17 | Slavia Praag Sparta Praag                |
| 2017/18 | Slavia Praag Sparta Praag                |
| 2018/19 | Slavia Praag Sparta Praag                |
| 2019/20 | Slavia Praag Sparta Praag                |
| 2020/21 | Slavia Praag Sparta Praag                |
| 2021/22 | 1. FC Slovácko Slavia Praag Sparta Praag |

### Deelnames
18x Sparta Praag
10x Slavia Praag
01x 1. FC Slovácko
Albanië ·
Andorra ·
Armenië ·
Azerbeidzjan ·
België ·
Bosnië en Herzegovina ·
Bulgarije ·
Cyprus ·
Denemarken ·
Duitsland ·
Engeland ·
Estland ·
Faeröer ·
Finland ·
Frankrijk ·
Georgië ·
Gibraltar ·
Griekenland ·
Hongarije ·
Ierland ·
IJsland ·
Israël ·
Italië ·
Kazachstan ·
Kroatië ·
Kosovo ·
Letland ·
Liechtenstein ·
Litouwen ·
Luxemburg ·
Malta ·
Moldavië ·
Montenegro ·
Nederland ·
Noord-Ierland ·
Noord-Macedonië ·
Noorwegen ·
Oekraïne ·
Oostenrijk ·
Polen ·
Portugal ·
Roemenië ·
Rusland ·
San Marino ·
Schotland ·
Servië ·
Slovenië ·
Slowakije ·
Spanje ·
Tsjechië ·
Turkije ·
Wales ·
Wit-Rusland ·
Zweden ·
Zwitserland

Historie:
DDR ·
Joegoslavië ·
Saarland ·
Sovjet-Unie ·
Tsjecho-Slowakije